# Александър III (Шотландия)
Вижте пояснителната страница за други личности с името Александър III.
Александър III (на средновековен шотландки келтски: Alaxandair mac Alaxandair, на съвременен шотландки келтски: Alasdair mac Alasdair) е крал на Шотландия от 1249 до 1286 г. Той е последният представител на династията Дънкилд, управлявала Шотландия от 1034 до 1040 и от 1053 до 1290 г. Неговото управление е второто по продължителност в Шотландия преди унията с Англия от 1707 г.

## Произход и възкачване на престола
Александър е роден на 4 септември 1241 в Роксбург, Шотландия. Той е единствен син на крал Александър II и на Мария дьо Куси. Наследява шотландската корона след смъртта на баща си на 9 юли 1249 г. и е коронясан в Скоун на 13 юли същата година.

## Крал на Шотландия (1249 – 1286)

### Начало на управлението. Брак с Маргарита Плантагенет
На 26 декември 1251 г. 10-годишния крал Александър III се жени за 11-годишната Маргарет Плантагенет, дъщеря на английския крал Хенри III и на Елеонора Прованска. Двамата са венчани в Йоркската катедрала. По време на сватбата крал Хенри III се опитва да получи от зет си васална клетва, но Александър категорично отказва.
В Шотландия Маргарита не се радва на голяма популярност, а писмата ѝ до английските ѝ роднини, в които тя се оплаква от лошото отношение към нея, предизвикват напрежение между английския и шотландския кралски двор.
Юношеските години от управлението на Александър са белязани от борбата за власт между две съперничещи си партии в кралския двор, едната от които е предвождана от графа на Ментейт Уолтър Коумин, а другата – от Алан Даруард, юстициарий на Шотландия, който играе ключова роля в първите години от управлението на Александър. През 1255 г. в резултат на преговорите между Александър III и Хенри III граф Ментейт и партията му са отстранени от Алан Даруард. Въпреки това партията на Ментейт продължава да се ползва с голямо влияние и две години по-късно, пленявайки краля, те принуждават своите опоненти да се съгласят да се състави съвет с членове от двете партии.

### Завладяване на Западните острови
Навършвайки 21 години през 1262 г., Александър III се заема да довърши делото на покойния си баща за завладяването на Западните острови.Той изразява официално претенциите си пред норвежкия крал Хокон IV, който в отговор нахлува с войските си в Шотландия през 1263 г. Корабите на норвежеца обаче са повредени от морска буря, а битката между двете войски при Ларгс завършва без окончателна победа за никоя от страните. Така Хокон е принуден да потегли обратно за Норвегия, но умира на 15 октомври 1263 г. на Оркнейските острови. През 1266 г. наследникът на Хокон подписва Договора от Перт, с който предава остров Мейнланд и Западните острови на Шотландия срещу парично обезщетение, а Норвегия си запазва Оркнейските и Шетландските острови. През 1284 г. Александър III удостоява с титлата Лорд на островите Ангъс Макдоналд и така през следващите два века кланът Макдонълд съхранява властта си над островите, управлявайки ги като собствено кралство, често противопоставяйки се на шотландските крале.

### Брак с Йоланда дьо Дрьо и смърт
Маргарита Плантагенет умира през 1274 г. Тъй като всичките деца на Александър умират рано, това поставя открит въпроса за престолонасляването. През 1284 г. той заставя бароните да признаят за негов наследник на престола внучка му Маргарет Норвежка. Липсата на мъжки наследник обаче го принуждава на 1 ноември 1285 г. да се ожени повторно за Йоланда дьо Дрьо, от която също няма деца.
Кралят умира на 19 март 1286 г., след като пада от коня си върху скали, докато язди през бурна нощ от Единбург до Файф, за да види съпругата си. По това време кралицата е бременна и бароните решават да изчакат раждането на детето, преди да обявят Маргарет за кралица. Йоанда обаче ражда мъртво дете и бароните признават внучката на Александър за кралица на Шотландия. Маргарита обаче умира при мистериозни обстоятелства на път за Шотландия през 1290 г., преди да бъде коронована, след което през 1292 г. шотландските барони избират за крал Джон Балиол.

## Деца
Александър и Маргарита Плантагенет имат три деца:
- Маргарита (1261 – 1283), омъжена за норвежкия крал Ейрик II Магнусон
- Александър (1263 – 1283), женен за Маргарита Фландърска, дъщеря на граф Ги I Фландърски
- Давид (1272 – 1281)